# Crateritheca acanthostoma
Crateritheca acanthostoma är en nässeldjursart som först beskrevs av V.S. Bale 1882.  Crateritheca acanthostoma ingår i släktet Crateritheca och familjen Sertulariidae. Inga underarter finns listade i Catalogue of Life.